# ビメンチン
ビメンチン（英: vimentin）は、間葉系細胞に特有の中間径フィラメント（英: intermediate filament）である。
ビメンチンは結合組織を構成する線維芽細胞、血管内皮細胞、平滑筋細胞、横紋筋細胞、骨・軟骨細胞、神経鞘細胞など多様な細胞に分布する主要な細胞骨格蛋白である。結合組織以外でもリンパ球やマクロファージなど血液細胞、中枢神経系のアストロサイトでの分布も確認されている。病理学的にはサイトケラチンとビメンチンに対するモノクローナル抗体を用いて、上皮性と非上皮性腫瘍の鑑別が行われている。

## ビメンチンの発見
ドイツのMax-Planck-Instituteの生物物理・化学グループのOsbornとWeberらのグループは、マウス線維芽細胞由来のNIH-3T3株化培養細胞を用いて界面活性剤Triton X-100と塩類処理による細胞質成分の除去を行ったのち、分子量57,000の細胞骨格蛋白を精製した。この蛋白に対する抗体を作製し、蛍光抗体法で培養細胞を染色したところ、上皮以外の間葉系細胞の中間径フィラメントと特異的に反応した。彼らは間葉系細胞に特有の中間径フィラメントとしてビメンチン（英: vimentin）と命名した（Franke WW et al, 1978）。ケラチンやビメンチンを始めとする中間径フィラメントの多くがMax-Planck-Instituteのグループにより分離され、精力的な細胞生物学的研究が行われ今日まで発展してきた。精製された蛋白に対するモノクローナル抗体はその後全世界に普及し、細胞生物学の研究や病理診断学への応用に必須のツールとして用いられている。

## ビメンチンに対する抗体
ブタ由来のビメンチンを特異的に認識するモノクローナル抗体が作製された（Osborn M et al, 1984）。この抗体は種を超えてヒト、マウス、ラット、鳥類のビメンチンとも反応する。市販のモノクローナル抗体としてはclone V9が汎用されている。マイクロウェーブによる抗原賦活化によりホルマリン固定パラフィン包埋された標本でも免疫組織化学的染色が容易になり日常的に診断に利用されるようになった。

## ビメンチンの生理的な役割
中間径フィラメントは高等真核生物の細胞骨格として細胞の形態の維持を担う主要な構造蛋白として認知されてきた。特にビメンチンは生物の発生の初期段階から細胞や組織の分化成熟の段階まで多彩な細胞に発現しており、細胞機能に必須の構造蛋白であると考えられてきた。しかし、意外なことに遺伝子改変により作製したビメンチン欠損マウス（vimentin null mouse）は、胎生期に致死的影響を生ずることなく、ほぼ正常な個体として生まれ、細胞や組織の分化成熟を示すことが判明した（Galou et al, 1996; Colucci-Guyon et al, 1994）。GFAP欠損マウス、デスミン欠損マウスでも生存に影響するような重篤な病理変化を生じないことが報告されている。これらの事実は中間径フィラメントが単独で細胞の形態維持や機能を担っているという従来の発想の転換を促している。生体内で最も豊富に存在する細胞内構造蛋白でありながらビメンチンの詳細な細胞生理機能や病的過程での役割はいまだ謎に満ちている。